# Renault FT-17
El Renault FT-17 es el tanque ligero francés más conocido de la Gran Guerra (o Primera Guerra Mundial), y que estuvo en servicio en el ejército francés desde finales de la Primera Guerra Mundial, e incluso fue usado hasta finales de la Segunda Guerra Mundial por el ejército alemán como vehículo policial en toda Europa ocupada. Fue el primer tanque con forma moderna, es decir, una torreta con el armamento principal sobre el casco acorazado y movido por orugas. Ello llevó a ser altamente imitado por diferentes potencias. Según el experto Steven Zaloga, debe ser considerado como el primer tanque moderno.

## Historia

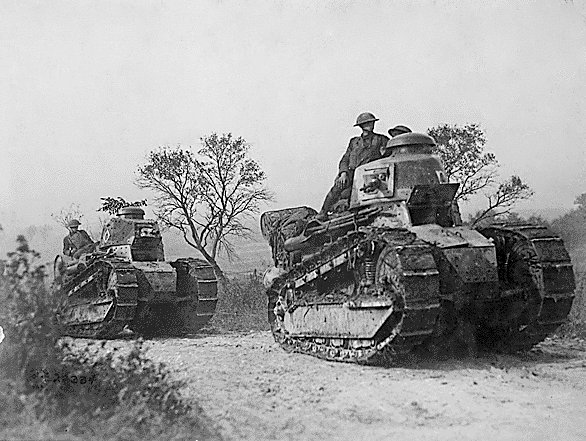
Dos Renault FT-17 del ejército de Estados Unidos, Francia septiembre de 1918.

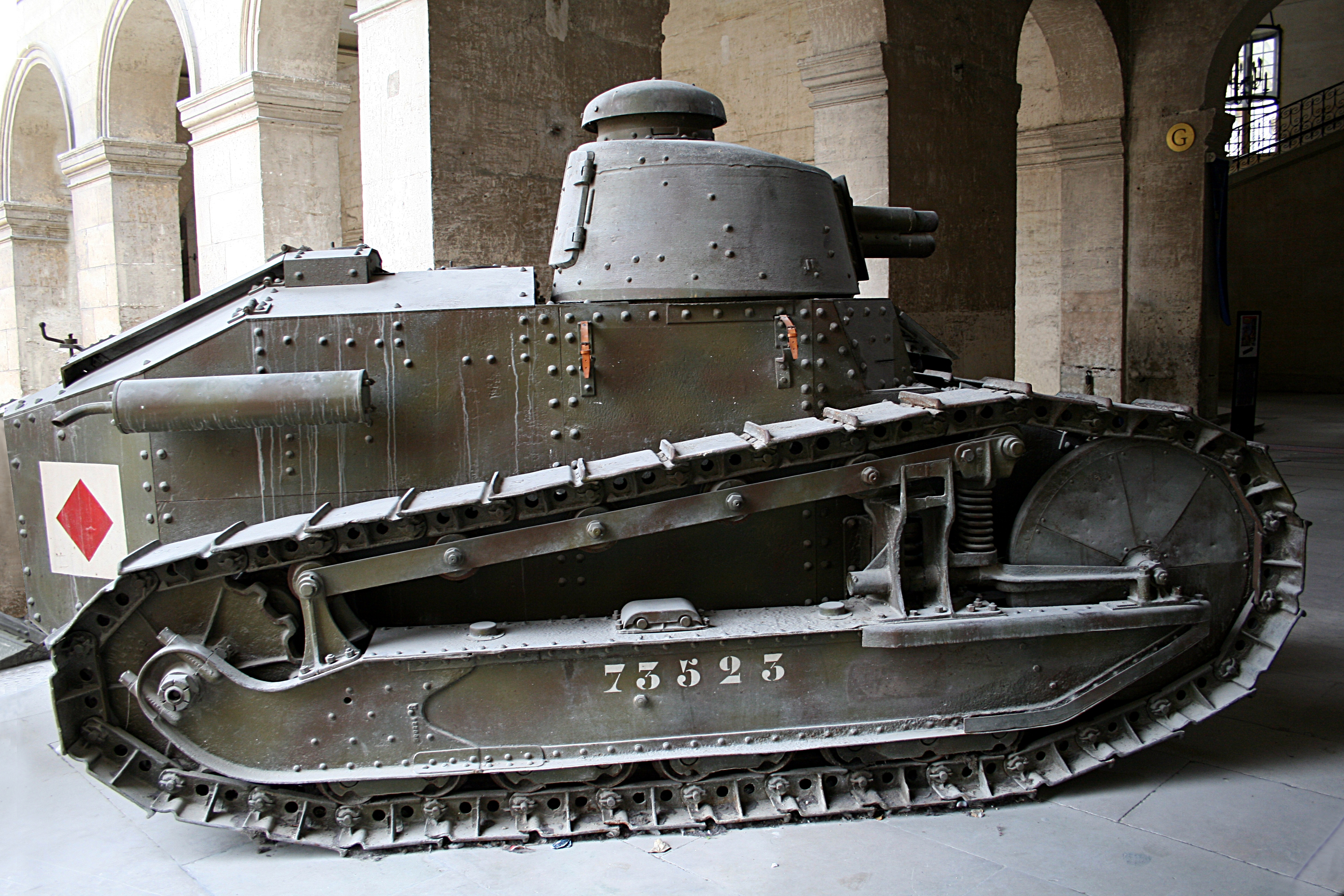
El Renault FT-17 del Museo del Ejército, París.

A pesar de que los franceses no tuvieron el mismo éxito en la fabricación de grandes tanques que los británicos durante la Gran Guerra, hicieron un gran aporte con sus tanques ligeros; revolucionarios en cuanto a distribución, con una torreta giratoria sobre un casco dividido transversalmente en tres secciones (compartimientos de conducción, de combate y del motor) que se ha mantenido tal cual hasta nuestros días. Desarrollados gracias a los esfuerzos del coronel Jean Baptiste Estienne, militar que ya en la Batalla del Marne, en septiembre de 1914, hizo esta afirmación: "los primeros que sean capaces de construir acorazados terrestres ganarán la guerra". Como base para su acorazado, Estienne escogió el tractor de artillería Holt y se propuso desarrollar un vehículo blindado capaz de asegurar la protección de la infantería y con un sistema de tracción capaz de superar obstáculos a una velocidad de 7 km/h. 
Finalmente la sociedad Schneider-Creusot (representante en Francia de la compañía estadounidense Holt) se interesó en el proyecto. En colaboración con el ingeniero principal de la Schneider fabricaron un vehículo dotado con un cañón de 75 mm que recibió el nombre de carro de asalto Schneider CA1, que resultó inferior a los modelos británicos, especialmente sus cadenas y su potencia de fuego, y con los mismos inconvenientes que el tanque St. Chamond (construido también a partir de un chasis Holt).
Aunque los cuatro primeros FT-17 fueron entregados en septiembre de 1917 al ejército francés, no se dispuso realmente de ellos hasta marzo de 1918. La primera unidad que usó estos tanques fue el 501° Regimiento de Tanques, y la primera acción en la que participó fue en el bosque de Retz el 31 de mayo de 1918. Actuaban en pequeños grupos como apoyo de la infantería y tuvieron éxito al frenar la ofensiva alemana del verano de ese año, rompiendo las líneas alemanas en un ataque sin preparación artillera previa. A pesar de quedar totalmente obsoletos, Francia los siguió usando hasta la Segunda Guerra Mundial.
Con las experiencias del tanque Schneider, Estienne decidió diseñar un tanque ligero específico de apoyo a la infantería y armado con ametralladoras. Esta vez es la firma Renault la que se interesa en el proyecto, y en diciembre de 1916 el modelo estaba acabado. A pesar de su poca potencia de fuego (lo que provocó cierta controversia entre los miembros del comité de artillería especial) se hizo un pedido de 150 tanques. En la fabricación surgieron problemas técnicos, uno de ellos era la construcción de la torreta, que tuvo que ser rediseñada pasando de ser cilíndrica a tener una forma octogonal (torreta Berliet). Los cien primeros vehículos fueron equipados con esta torreta, y también lo fueron los siguientes modelos. Cuando se terminó el estudio de la torreta, se dieron cuenta de que, con algunas modificaciones, se podía instalar una ametralladora, quedando de esta manera unos modelos armados con ametralladora Hotchkiss y otros armados con cañones Puteaux de 37 mm. Asimismo se construyeron modelos de reconocimiento, sin armamento. Más tarde, Estienne diseñó un nuevo modelo que podía llevar un cañón de 75 mm sin cambiar el chasis, modelo que empezó a producirse en febrero de 1918.
En el periodo de entreguerras fue uno de los tanques más utilizados. Fue construido con licencia en los Estados Unidos para su ejército en tres fábricas diferentes: Van Dorn Iron Works, Maxwell Motor Company y CL Best Company al que denominaron Light Tank M-1917, siendo transferidos 236 al ejército canadiense en 1940. Los soviéticos construyeron con licencia una versión que denominaron KS (Krasnoye Sormovo) "Russki Reno". El Regio Esercito italiano compró cuatro para pruebas en mayo de 1918; más tarde, en 1920 se construyeron 153 con licencia aunque con sustanciales diferencias con el nombre de Fiat 3000. Otros países compraron estos tanques a Francia: Polonia, Finlandia, Estonia, Lituania, Rumania, Yugoslavia, Checoslovaquia, Suiza, Bélgica, Países Bajos, España, Brasil, Turquía, Irán, Afganistán y Japón (Tipo 79 Ko-Gata). Incluso tanques capturados por los alemanes fueron empleados hasta 1945, especialmente en París, como una especie de vehículo policial, entrenamiento y algunos (100) fueron entregados a la Luftwaffe para protección de aeródromos; todos ellos con la designación PanzerKampfwagen 17R/18R 730(f).

### El FT-17 en España

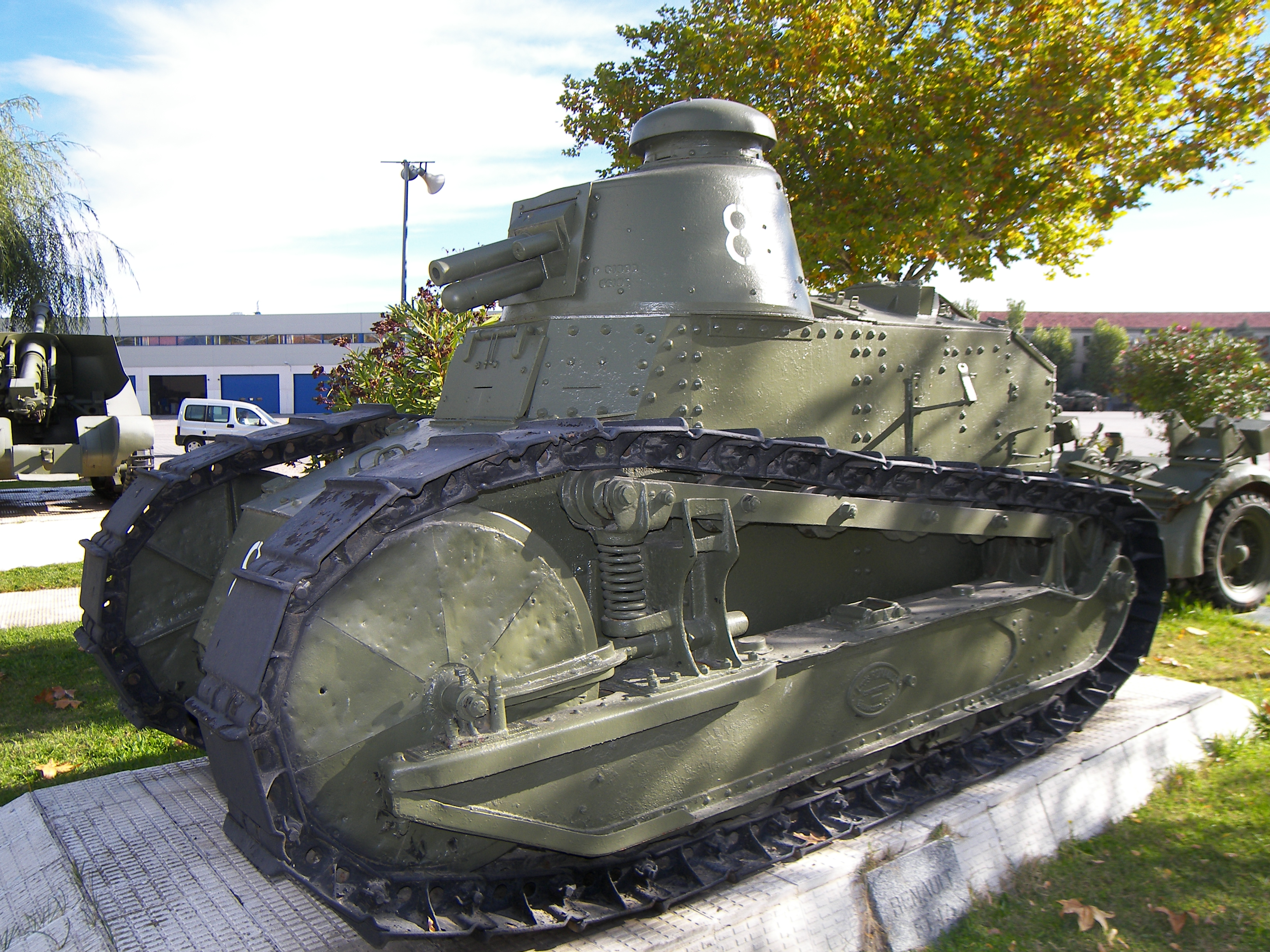
El FT-17 del Museo de Medios Acorazados de El Goloso, Madrid.

Como resultado de las pérdidas y las lecciones aprendidas en la guerra del Rif, el gobierno español determinó que los tanques eran necesarios con el fin de reprimir la rebelión.
Decidido a dotar al ejército español de tanques, el gobierno español contactó con el francés. El 23 de junio de 1919 llegó a España el primer Renault FT-17, con torreta octogonal, para ser probado. Al resultar satisfactorias las pruebas, se decide adquirir ocho FT-17 armados con ametralladoras Hotchkiss calibre 7 mm y dos con cañón Puteaux de 37 mm, pero la operación es cancelada por el gobierno francés.
A pesar de esto, en agosto de 1921 se compraron diez Renault FT-17 armados con ametralladoras Hotchkiss de 7 mm, que fueron a prestar servicio en la Sección de Infantería de la Escuela Central de Tiro; algunas semanas más tarde se adquirió otro FT-17 con las mismas características de las anteriores y un FT-17TSF de transmisiones como tanque de mando para formar una compañía (compuesta de dos secciones de cinco tanques cada una) que tendría como destino Marruecos. Uno de los tanques, el n.º 5, se quedó en la Escuela para prácticas. Posteriormente se compraron seis nuevos tanques para reponer las bajas, lo cual permitió formar una nueva sección para el desembarco de Alhucemas.
Los Renault FT-17, junto con los tanques Schneider, constituyeron los primeros vehículos blindados del ejército español. Su primera acción en el ejército español tuvo lugar el 14 de marzo de 1922 contra las posiciones de Ámbar y Tuguntz, sin cosechar ningún éxito. También fueron utilizados en el Desembarco de Alhucemas, donde tampoco fueron útiles.
Una vez acabada la campaña en Marruecos, los FT-17 volvieron a la península, donde fueron integrados en el "Grupo de Carros de Asalto", y en 1931 se crearon dos regimientos de infantería, los "Regimientos Ligeros de Carros de Combate" compuestos de cinco tanques cada uno, formada con los diez supervivientes de la campaña de Marruecos. Una de las compañías estaba ubicada en Madrid y la otra en Zaragoza, eran el Regimiento de Carros N.º 1 de Madrid y el N.º 2 de Zaragoza, formado por un batallón de tanques con tres compañías y tres secciones de cinco tanques cada una, tres armados con cañón y dos armados con ametralladoras.
Antes del estallido de la guerra civil, los Renault FT-17 participaron en las acciones de Cuatro Vientos de 1930, mayo de 1931 y en Oviedo durante la revolución de 1934 de Asturias. Cinco de estos tanques quedaron en el bando republicano cuando estalló la guerra civil; dos de éstos tomaron parte en los ataques al Cuartel de la Montaña y de Campamento; además apoyaron a las milicias enviadas al puerto del Alto del León hasta que fueron relevados el 27 de julio.
Intervinieron también en la defensa de Mérida, Don Benito y en el contraataque contra Mérida. El 5 de septiembre se perdieron dos de los FT-17 en Talavera de la Reina (Toledo), y los tres que quedaban fueron utilizados en los ataques contra Maqueda entre los días 22 y 24 de septiembre. Una vez de vuelta a Madrid, participaron activamente en la defensa de Madrid en los combates desarrollados en la Casa de Campo, donde los tres supervivientes resultaron destruidos durante el invierno de 1936.
En el Frente del Norte, el 9 de agosto de 1936 llegaron a Bilbao tres FT-17 armados con cañones Puteaux procedentes de Francia, a los que se añadieron tres más desembarcados por el buque Cristóbal Colón en Santander armados con ametralladoras. Ya en marzo de 1937, el Autom desembarcó en Santander 16 FT-17, nueve de ellos armados con cañones Puteaux, procedentes de Polonia. Estos tanques fueron usados sobre todo en la batalla de Santander.

### El FT-17 en China y la Invasión de Manchuria

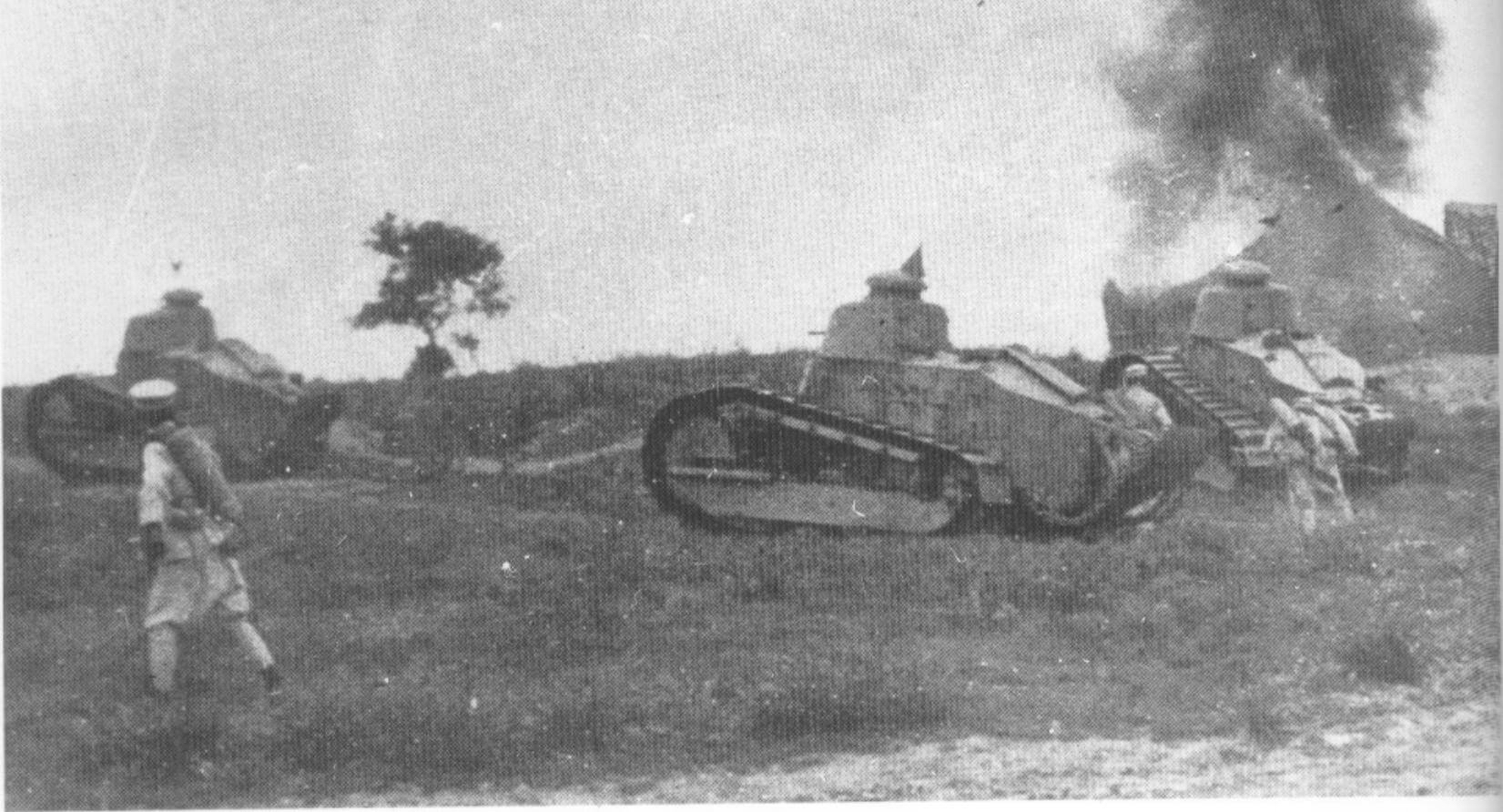
Tanques FT-17 en servicio para el ejército de Fengtian en 1928.

Al territorio chino llegaron por primera vez a través de los rusos blancos de Vladivostok situados en la frontera de Manchuria en 1919. Fueron destinados concretamente a la Camarilla de Fengtian gobernada por Zhang Zoulin. Años más tarde, recibirían más unidades en 1924 y 1925. Estas unidades fueron utilizadas principalmente para defenderse de las incursiones soviéticas, en la Guerra Anti-Fengtian y en la Expedición del Norte. Se presume que para 1931 todos los tanques que poseían fueron destruidos, ya que en China solo quedaban operativas las tanquetas Carden Loyd Mk IV inglesas.
Por otro lado, el Imperio del Japón importó 22 unidades de Francia, con el objetivo de estudiarlo y poder empezar a fabricar sus propios tanques. Apodado como Renault FT-17 "Ko", estos fueron puestos a prueba en la Invasión de Manchuria de 1931. En la batalla de Jiangqiao, los FT-17 permitieron romper las líneas del frente, conquistar la Estación de Daxing y acabar con todo el tráfico ferroviario de la zona. En la batalla de Qiqihaer participaron 6 tanques que, junto al apoyo de 8 aviones y 4.500 tropas japonesas y manchúes, pudieron atravesar una trinchera de 6 kilómetros de distancia defendida por 8.000 chinos. De esas 6 unidades, una fue destruida. El 26 de enero de 1932, un tanque (que quedó inutilizado) arremetió contra los muros que protegían Harbin produciendo una brecha que permitió a las fuerzas japonesas y manchúes entrar.
Tras finalizar el conflicto, el Imperio del Japón regaló los FT-17 sobrevivientes al nuevo Ejército Imperial de Manchukuo, ya que había desarrollado su primer tanque autóctono, el Tipo 89 I-Go, gracias a los datos obtenidos durante los combates.

## Descripción
El Renault FT-17 es un tanque ligero. Estaba dotado de un cañón Puteaux SA 18 de 37 mm. El casco del FT-17 era una simple caja blindada con un estrechamiento en la parte de atrás. El motor, un Renault de 35 caballos de vapor (35 HP), estaba situado en la parte trasera. La alimentación se hacía con ayuda de bombas, y sus dos depósitos tenían una capacidad de 95 l.
La transmisión comprendía un embrague y caja de velocidades Renault, con cuatro marchas de velocidad y una marcha atrás. La refrigeración se hacía por agua y se podía acceder al motor por un portón trasero encima del casco. La cámara de combate y la de conducción ocupaban la delantera, y la tripulación accedía al interior por dos puertas en la parte anterior. También había una salida en la trasera de la torreta,y el conductor estaba sentado en la delantera, justo detrás de la puerta de entrada. Su asiento estaba a nivel del suelo y podía ver a través de tres mirillas con una contraventana abatible. Sus mandos eran una palanca de cambios a la derecha y dos de dirección a la izquierda. El comandante-tirador se encontraba en la torreta, en el centro del vehículo, y podía estar sentado sobre un pequeño asiento. Tenía cinco mirillas para la visión y podía girar la torreta manualmente. La cámara del motor estaba separada de la de combate por un tabique cortafuegos. La munición estaba almacenada debajo de la torreta y a lo largo de las paredes de la misma.
Las orugas se regulaban por dos poleas de tensión en la parte delantera, y para ello tenía cuatro conjuntos de ruedas en sus trenes de rodaje: el primero de tres y los tres siguientes de dos. Todos iban montados sobre una viga longitudinal. La tracción se realizaba por una rueda dentada en la trasera, y en la parte superior tenía seis pequeños rodillos de retorno.

## Usuarios
- Afganistán

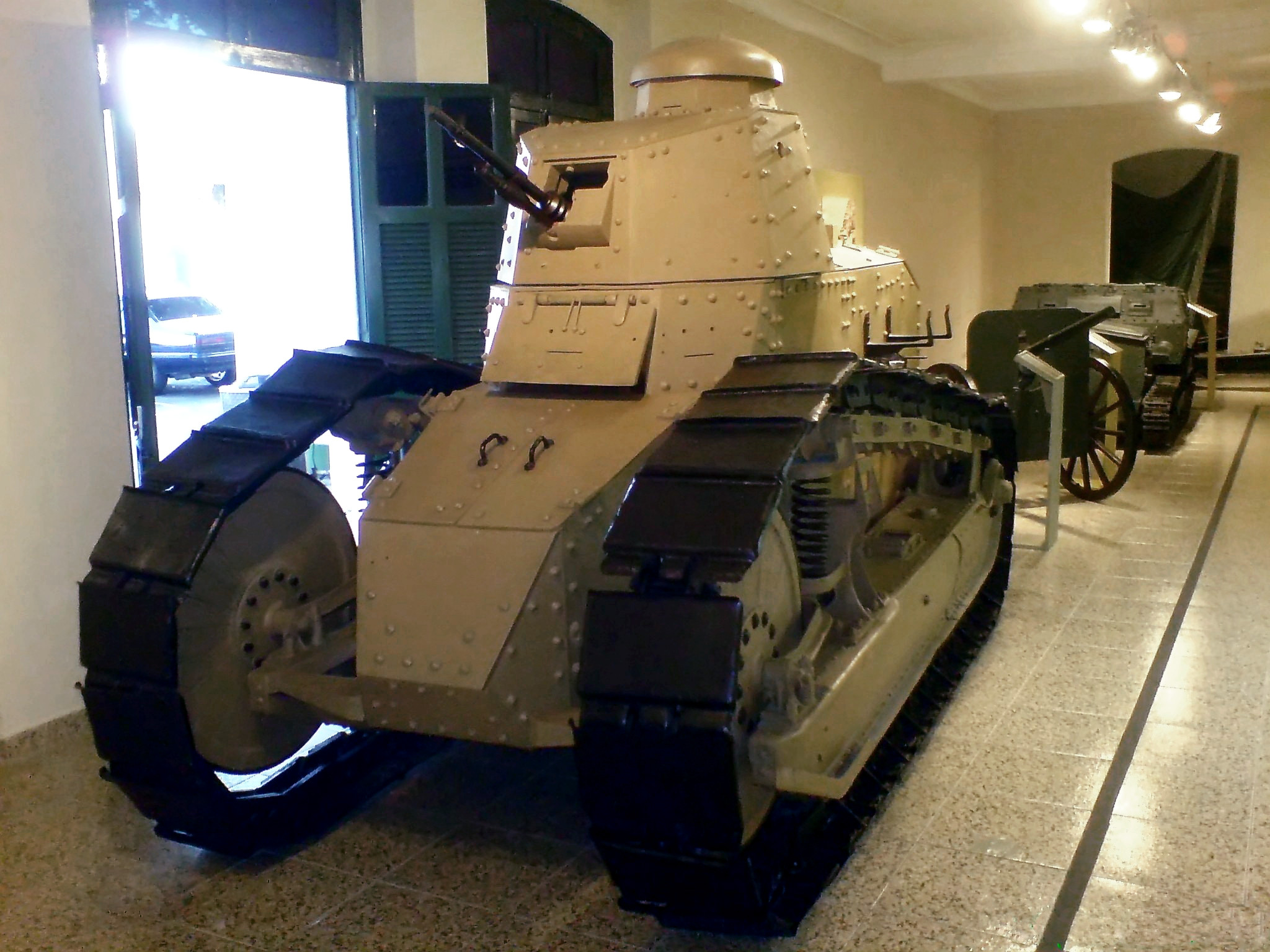
El FT-17 del Museo militar Conde de Linhares, Río de Janeiro.

- Alemania nazi: Empleó tanques capturados con la designación 17R/18R 730(f).
- Bélgica
- Brasil
- República de China
- Filipinas
- Checoslovaquia
- España
- Estonia
- Finlandia
- Francia
- Estados Unidos: Lo fabricó bajo licencia como Tanque ligero M1917.
- Irán
- Italia
- Japón
- Lituania
- Manchukuo
- Países Bajos
- Polonia
- Rumania
- Imperio ruso
- Unión Soviética
- Suecia
- Suiza
- Turquía
- Reino Unido
- Reino de Yugoslavia
- Venezuela

### Videos
- Char Léger Renault FT Modèle 1917
- Réplica de un tanque Renault FT

- Datos: Q207734
- Multimedia: Renault FT / Q207734